# Dragoncello (Roma)
Dragoncello è una frazione di Roma Capitale, situata in zona Z. XXXII Acilia Nord, nel territorio del Municipio Roma X (ex Municipio Roma XIII).
Sorge sul lato nord di viale dei Romagnoli, tra le frazioni di Villaggio San Francesco a est e Dragona a ovest.

## Storia
In occasione della costruzione del nuovo quartiere di Dragoncello, una campagna preliminare di scavi salvaguardò ben otto aree archeologiche relative a fattorie e ville rustiche di età repubblicana, impiantate rispettivamente tra il IV-III e la seconda metà del II-inizi I secolo a.C.

Le villae rusticae non erano particolarmente sontuose ma sicuramente di proprietà di benestanti. La loro gestione probabilmente era affidata a liberti di origine greco orientale. La grave crisi agricola della prima metà imperiale portò all'abbandono della zona.

Il toponimo Dragoncelli appare per la prima volta in un documento del 27 settembre 1368, quando l'omonimo casale è citato fra i confini di Trefusa. Un documento del 12 settembre 1397 attesta che il casale apparteneva ai monaci di San Paolo fuori le mura, i quali lo avevano probabilmente costituito suddividento il tenimento di Dragone.

Il 14 giugno 1412 si accamparono a Dragoncello, durante la loro ritirata, le milizie del Conte da Carrara e degli Sforza alleati di Ladislao di Durazzo.
Nel XVI secolo il fondo risulta suddiviso in due tenute. La prima, di proprietà dei monaci di San Paolo, era estesa per una superficie di 369 rubbia (oltre 665 ha) e conteneva il monte detto di S. Paolo o Monte Cugno. Era ubicata a cavallo della via Ostiense e confinava con Malafede. La seconda, corrispondente in gran parte al Risacco, cioè al territorio compreso nell'ansa del Tevere, risultava estesa per circa 209 rubbia (oltre 376 ha) e fu acquistata dalla famiglia romana dei Naro dai quali passò successivamente ai Marescotti e ai De Angelis.

Alcune fonti vorrebbero far derivare il nome dalla presenza in zona della pianta Artemisia dracunculus, comunemente nota con il nome di dragoncello.

## Progetti di riqualificazione urbanistica
Il territorio è interessato dai programmi di recupero urbano di cui all'art. 11 della L. 493/93, approvato il 21 dicembre del 2004, che prevede una serie di interventi di riqualificazione urbana atti a contrastare fattori di degrado quali l'elevata disomogeneità dei caratteri edilizi, l'incompletezza della rete viaria, la discontinuità delle aree verdi e l'abbandono dei canali di bonifica presenti in zona. Inoltre i piani regolatori dei comuni di Roma e Fiumicino, prevedono la realizzazione di un nuovo ponte sul Tevere che verrà collocato in asse con Via di Dragoncello: il "Ponte di Dragona" sarà a doppia carreggiata con due corsie per senso di marcia oltre ad un corridoio per il trasporto pubblico. Lungo circa 200 metri per un costo totale di circa 50 milioni di euro, costituirà un importante collegamento tra i quartieri limitrofi e l'autostrada Roma - Fiumicino.
Il percorso viario ipotizzato è lungo circa 2,3 km e parte da Via di Dragoncello e si conclude a Via Beniamino Fiamma.

## Monumenti e luoghi d'interesse

### Architetture religiose
- Chiesa dei Santi Cirillo e Metodio, su via Osteria di Dragoncello. Chiesa del XX secolo (1996-97).

Progetto dell'architetto Bruno Bozzini. Parrocchia eretta il 1º ottobre 1989 con decreto del cardinale vicario Ugo Poletti.

### Siti archeologici
- Villa di Dragoncello (sito G). Villa del VI-IV secolo a.C.

Resti di un edificio per attività produttiva.
- Villa di Dragoncello (sito A), accesso da via Francesco Buzomi. Villa del II-I secolo a.C. 41.784491°N 12.339893°E

Villa con parte residenziale e produttiva.
- Villa di Dragoncello (sito F), accesso da viale Alessandro Ruspoli. Villa del I secolo a.C. 41.784383°N 12.347396°E

Villa con parte residenziale, produttiva e impianto termale.
- Villa di Dragoncello (sito C), accesso da viale Alfredo Ottaviani. Villa dell'età imperiale. 41.793051°N 12.341385°E

Villa scavata nel 2011-2012.

### Aree naturali
- Parco Vittime del Razzismo, compreso tra viale Alfredo Ottaviani, via Osteria di Dragoncello, via Vincenzo Petra e via Ferdinando Cento. 41.790744°N 12.341376°E

Museo
Ecomuseo del Litorale Romano